# Arquebisbat de Canberra i Goulburn
El bisbat de Canberra i Goulburn (anglès: Archdiocese of Canberra – Goulburn, llatí: Archidioecesis Camberrensis et Gulburnensis) és una seu de l'Església Catòlica a Austràlia, immediatament subjecta a la Santa Seu. L'any 2016 tenia 170.900 batejats sobre una població de 633.000 habitants. Actualment està regida per l'arquebisbe Christopher Charles Prowse.

## Territori
La diòcesi comprèn el Territori de la Capital i una part meridional de l'estat de Nova Gal·les del Sud.
La seu arxiepiscopal és la ciutat de Canberra, on es troba la catedral de Sant Cristòfor.
El territori s'estén sobre 88.000 km², i està dividit en 55 parròquies.

## Història
La diòcesi de Goulburn va ser erigida el 17 de novembre de 1862, prenent el territori de l'arquebisbat de Sydney, del qual originàriament n'era sufragània.
El 10 de maig de 1887 i el 28 de juliol de 1917 cedí parts del seu territori a benefici de l'erecció de les diòcesis de Wilcannia (avui bisbat de Wilcannia-Forbes) i la de Wagga Wagga.
El 5 de febrer de 1948, per efecte de la butlla An dioecesium del papa Pius XII, la seu va ser transferida de Goulburn a Canberra, la diòcesi va ser elevada al rang d'arxidiòcesi i assumí el nom d'arquebisbat de Canberra i Goulburn. Contextualment quedà immediatament subjecta a la Santa Seu.
El 15 de novembre de 1951 cedí una nova porció de territori a fi d'erigir la diòcesi de Wollongong.
El 5 de febrer de 1973 la catedral va passar de l'església de Sant Pere i Sant Pau de Goulburn a l'església de Sant Cristòfor a Canberra.

## Cronologia episcopal
- Patrick Bonaventure Geoghegan, O.F.M. † (10 de març de 1864 - 9 de maig de 1864 mort)
- William Lanigan † (18 de desembre de 1866 - 13 de juny de 1900 mort)
- John Gallagher † (13 de juny de 1900 - 26 de novembre de 1923 mort)
- John Barry † (1 de març de 1924 - 22 de març de 1938 mort)
- Terence Bernard McGuire † (14 de juny de 1938 - 16 de novembre de 1953 renuncià)
- Eris Norman Michael O'Brien † (16 de novembre de 1953 - 20 de novembre de 1966 renuncià)
- Thomas Vincent Cahill † (13 d'abril de 1967 - 16 d'abril de 1978 mort)
- Edward Bede Clancy † (24 de novembre de 1978 - 12 de febrer de 1983 nomenat arquebisbat de Sydney)
- Francis Patrick Carroll (25 de juny de 1983 - 19 de juny de 2006 jubilat)
- Mark Benedict Coleridge (19 de juny de 2006 - 2 d'abril de 2012 nomenat arquebisbat de Brisbane)
- Christopher Charles Prowse, des del 12 de setembre de 2013

## Estadístiques
A finals del 2016, la diòcesi tenia 170.900 batejats sobre una població de 633.000 persones, equivalent al 27,0% del total.
| any  | població | població | població | sacerdots | sacerdots       | sacerdots       | sacerdots             | diaques | religiosos | religiosos | parròquies |
| ---- | -------- | -------- | -------- | --------- | --------------- | --------------- | --------------------- | ------- | ---------- | ---------- | ---------- |
| any  | batejats | total    | %        | total     | clergat secular | clergat regular | batejats por sacerdot | diaques | homes      | dones      |            |
| 1950 | 43.500   | 167.471  | 26,0     | 105       | 85              | 20              | 414                   |         | 51         | 418        | 36         |
| 1958 | 60.211   | 209.981  | 28,7     | 124       | 100             | 24              | 485                   |         | 77         | 401        | 44         |
| 1966 | 78.820   | 286.082  | 27,6     | 176       | 115             | 61              | 447                   |         | 106        | 519        | 51         |
| 1968 | 85.000   | 310.000  | 27,4     | 174       | 110             | 64              | 488                   |         | 182        | 527        | 53         |
| 1980 | 142.000  | 440.000  | 32,3     | 134       | 94              | 40              | 1.059                 |         | 116        | 395        | 61         |
| 1990 | 137.500  | 479.200  | 28,7     | 118       | 81              | 37              | 1.165                 |         | 91         | 294        | 62         |
| 1999 | 158.000  | 546.000  | 28,9     | 131       | 89              | 42              | 1.206                 | 1       | 62         | 216        | 59         |
| 2000 | 158.500  | 571.000  | 27,8     | 123       | 83              | 40              | 1.288                 | 1       | 61         | 222        | 59         |
| 2001 | 159.600  | 596.000  | 26,8     | 140       | 98              | 42              | 1.140                 | 2       | 63         | 217        | 59         |
| 2002 | 162.000  | 547.040  | 29,6     | 128       | 98              | 30              | 1.265                 | 3       | 48         | 180        | 59         |
| 2003 | 161.000  | 552.000  | 29,2     | 124       | 97              | 27              | 1.298                 | 3       | 45         | 231        | 59         |
| 2004 | 160.700  | 551.400  | 29,1     | 119       | 94              | 25              | 1.350                 | 4       | 49         | 174        | 58         |
| 2006 | 159.670  | 569.000  | 28,1     | 120       | 96              | 24              | 1.330                 | 4       | 41         | 164        | 55         |
| 2013 | 162.790  | 604.078  | 26,9     | 124       | 80              | 44              | 1.312                 | 8       | 88         | 138        | 55         |
| 2016 | 170.900  | 633.000  | 27,0     | 96        | 80              | 16              | 1.780                 | 8       | 26         | 115        | 55         |